# Ceroctis groendali
Ceroctis groendali is een keversoort uit de familie van oliekevers (Meloidae). De wetenschappelijke naam van de soort is voor het eerst geldig gepubliceerd in 1813 door Billberg.